# 丹羽長国
丹羽 長国（にわ ながくに）は、江戸時代後期の大名。陸奥国二本松藩10代藩主。官位は従四位上・左京大夫、侍従。のち子爵。

## 生涯
天保5年（1834年）4月14日、二本松藩9代藩主・丹羽長富の六男として誕生。幼名は保蔵。
弘化3年（1846年）12月18日、従五位下越前守に叙任する。弘化4年12月16日、従四位下に昇進する。安政5年（1858年）10月11日、父・長冨の隠居により、家督を継いだ。同年12月16日、侍従に任官する。文久3年（1863年）10月25日、上洛し、参内する。元治元年（1864年）4月9日、幕府から京都警備を命じられる。同年、従四位上に昇進する。慶応元年（1865年）9月5日、幕府から冬期の京都の警備を命じられる。
慶応4年（1868年）、二本松藩は奥羽越列藩同盟に加わり、官軍である新政府軍と戦ったが、各地で敗戦した。7月29日、二本松城は陥落した（二本松の戦い）。藩主・長国は米沢藩に逃れた。9月10日、二本松藩は新政府に降伏し長国は謹慎を命じられた。10月23日、東京の前橋藩邸に移される。12月7日、新政府から隠居を命じられた。また、領地10万700石のうち5万700石を没収された。なお、家督は養子・長裕が継いだ。
明治2年9月28日（1869年11月1日）、謹慎を解かれた。明治35年（1902年）5月3日、養孫にあたる長保の死去により、家督を再び相続して子爵を襲爵した。なお、長保は長裕の実弟であった。明治37年（1904年）1月15日に死去した。享年71（満69歳没）。跡を養子の長徳が継いだ。
なお、長国の長女峯は丹羽長裕夫人、五女鉏子は丹羽長徳夫人、六女花子は丹羽長保夫人となった。
二本松藩藩主を務めた丹羽氏の墓所は、菩提寺の大隣寺（福島県二本松市）と青山墓地（東京都）の丹羽家墓所に分かれており、長国の墓は青山墓地にあったが、2024年（令和6年）に大隣寺に新たに整備される丹羽家墓所に移設してまとめられることになった。

## 栄典
- 1889年（明治22年）7月30日 - 正四位[5]
- 1903年（明治36年）1月27日 - 御紋付御杯[6]

## 系譜
父母
- 丹羽長富（父）
- 松尾氏 ー 側室（母）

正室
- 久子[7] ー 戸田氏正の娘

側室
- 田丸氏
- 川久保氏

子女
- 峯（長女） ー 丹羽長裕正室、生母は久子（正室）
- 稲葉正凝室後に離縁 ー 稲葉正邦の養女、生母は田丸氏（側室）
- 鉏子（五女） ー 丹羽長徳室、生母は田丸氏（側室）
- 花子（六女） ー 丹羽長保室、生母は川久保氏（側室）

養子
- 丹羽長裕 ー 上杉斉憲の九男
- 丹羽長徳 ー 伊達宗徳の六男